# 톰 맥그래스
톰 맥그래스(Tom McGrath, 1964년 8월 7일 ~ )는 미국의 영화 감독, 애니메이터, 성우이다.

## 출연 작품
- 마다가스카
- 마다가스카의 펭귄
- 보스 베이비